# マテウス・シモネーテ・ブレッサネッリ
ブレッサン（Bressan）ことマテウス・シモネーテ・ブレッサネッリ（Matheus Simonete Bressaneli、1993年1月15日 - ）は、ブラジルとイタリアのサッカー選手。ポジションはDF。

## クラブ歴
ECジュベントゥージの下部組織に12歳の時、2005年に入団。2010年にトップチームに昇格し、3月21日のカンピオナート・ガウショでプロ初出場。しかし、レギュラーを奪い取る事は出来なかった。
2011年にプロとしての初タイトルであるコパFGFを手に入れたが彼自身は控えのポジションであった。2012年4月にはリーグ・アンのリールのトライアルに参加するも不合格。
2012年12月にジュベントゥージとグレミオFBPAが提携した事によってグレミオに移籍。翌年2月3日に初出場。ヴァンデルレイ・ルシェンブルゴ監督に見出されスターティングメンバーとなると、コパ・リベルタドーレス2013やカンピオナート・ブラジレイロ・セリエAでも出場機会を重ねた。しかし2014年のカンピオナート・ガウショでは控えに転落した。同年8月27日に2016年12月まで契約を更新。2015年6月までの契約でプレミアリーグのクイーンズ・パーク・レンジャーズFCへの期限付き移籍の話も進んでいたが、代理人のマルセロ・リパティンが交渉内容をメディアに話してしまったために破談した。同年12月23日にCRフラメンゴに1年のレンタル移籍が決定。
2018年12月21日、FCダラスに移籍した。
2022年2月3日、アヴァイFCに移籍した。
2023年3月、南通支雲足球倶楽部に移籍した。
2024年1月、OFIクレタに移籍した。

## 個人
元々はブラジル国籍のみを有していたが、イタリア国籍を2013年6月19日に取得した。

## タイトル
ジュベントゥージ
- コパFGF: 2011, 2012

グレミオ
- コパ・リベルタドーレス: 2017
- レコパ・スダメリカーナ: 2018